# Chemisch induzierte Dimerisierung

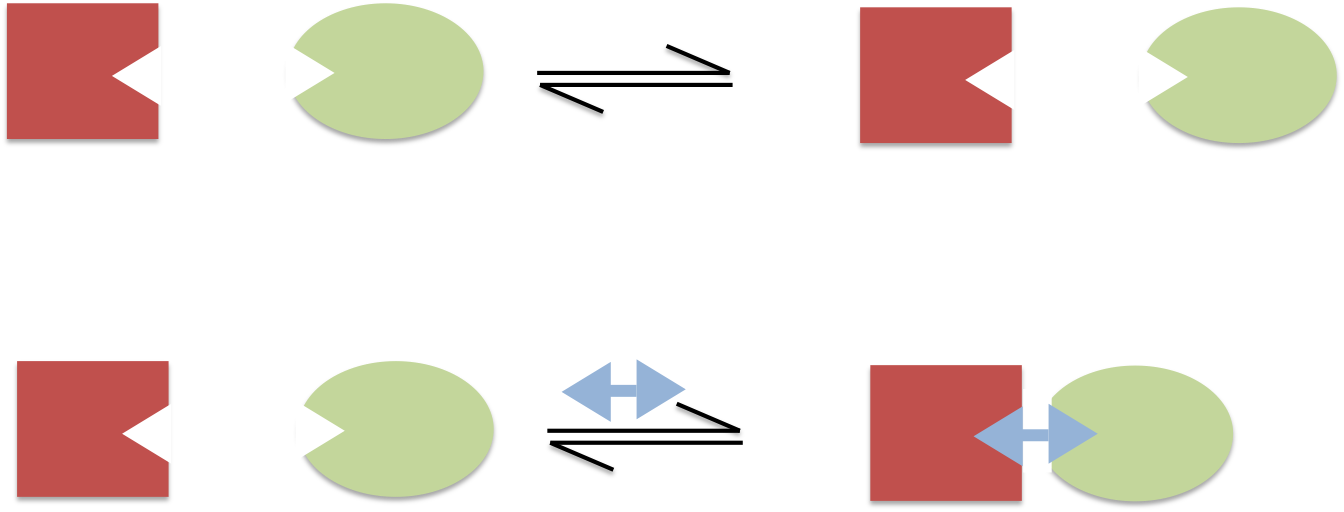
Schema der chemisch induzierten Dimerisierung, bei der zwei Makromoleküle nur in Anwesenheit des Induktors interagieren.

Die chemisch induzierte Dimerisierung (englisch Chemically Induced Dimerization, CID) ist ein biochemischer Vorgang, bei dem eine Dimerisierung von zwei Makromolekülen nur in Anwesenheit eines kleinen Moleküls, eines Enzyms oder eines anderen Dimerisierungsinduktors erfolgt.

## Eigenschaften
Chemisch induzierte Dimerisierungen bestehen aus drei Komponenten, den beiden aneinander zu bindenden Makromolekülen (meist Proteine) und dem Dimerisierungsinduktor. Die Bindung an einander erfolgt erst in Anwesenheit des Dimerisierungsinduktors. CID treten natürlich z. B. bei einigen Kernrezeptoren auf. Daneben wurden durch Proteindesign verschiedene rekombinante, selektiv induzierbare Dimerisierungssysteme entwickelt. Als Dimerisierungsinduktor wird z. B. Rapamycin (Synonym Sirolimus), FK506 (Synonym Tacrolimus) oder ein synthetischer Ligand wie AP20187 verwendet. Die beiden dimerisierenden Proteine werden meist als Fusionsproteine mit den zu untersuchenden Proteinen eingesetzt.

## Anwendungen
Durch die CID können Protein-Protein-Interaktionen mit geringer unspezifischer Bindung und zeitlicher Steuerbarkeit eingeleitet werden. Sie werden z. B. zur Veränderung der Signaltransduktion in einer Zelle, zur Veränderung der Lokalisation, zur Aktivierung von Proteinen, und zur Erzeugung von induzierbaren Proteinkomplexen verwendet. Die Verwendung von CID als logische Gatter beim Biocomputing wird untersucht.

## Chemisch induzierte Dimerisierungssysteme
| Zielproteine | Zielproteine        | Dimerisierungsinduktor | Quelle |
| ------------ | ------------------- | ---------------------- | ------ |
| FKBP         | FKBP                | FK1012                 | [ 7 ]  |
| FKBP         | Calcineurin A (CNA) | FK506                  | [ 8 ]  |
| FKBP         | CyP-Fas             | FKCsA                  | [ 9 ]  |
| FKBP         | FRB-Domäne des mTOR | Rapamycin              | [ 10 ] |
| GyrB         | GyrB                | Coumermycin            | [ 11 ] |
| GAI          | GID1                | Gibberellin            | [ 12 ] |
| ABI          | PYL                 | Abscisinsäure          | [ 13 ] |
| ABI          | PYRMandi            | Mandipropamid          | [ 14 ] |
| Snap-Tag     | HaloTag             | HaXS                   | [ 15 ] |
| 14-3-3       | PMA2                | Fusicoccin             | [ 3 ]  |

## Geschichte
Das erste künstliche CID-System wurde 1993 von Fegan et al. entwickelt. Als Dimerisierungsinduktor wurde ein Derivat des FK506, FK1012, verwendet.